# Żółwie błotne
Żółwie błotne, żółwie słodkowodne (Emydidae) – rodzina zauropsydów z nadrodziny Testudinoidea w rzędzie żółwi (Testudines). Obejmuje ponad 50 gatunków.

## Zasięg występowania
Żółwie błotne występują w ciepłych i umiarkowanych rejonach półkuli północnej: Europa, Ameryka Północna, zachodnia Azja, północna Afryka, północna Ameryka Południowa; dwa gatunki z rodzaju Trachemys występują na półkuli południowej – w północno-wschodniej i wschodniej części Ameryki Południowej. Brak w Australii.

## Charakterystyka
OpisOwalny karapaks pokrywają 3 rzędy dużych rogowych tarczek o symetrycznym ułożeniu otacza ściśle do nich przylegający rząd tarczek brzegowych. Pancerz wodnych gatunków jest spłaszczony, a lądowych wypukły, choć istnieją też gatunki o pośrednim kształcie pancerza. Długość karapaksu do 54,8 cm (u samic Trachemys grayi emolli). Palce kończyn nie są zrośnięte, natomiast są spięte w różnym stopniu błoną skórną.
BiotopZarówno lądowy, jak i wodny.
PokarmMięsożerne albo roślinożerne, albo też wszystkożerne.
RozmnażanieJajorodne jak wszystkie żółwie.

## Podział systematyczny
Do rodziny należą następujące rodzaje:
- Actinemys Agassiz, 1857
- Chrysemys J.E. Gray, 1844
- Clemmys Ritgen, 1828 – jedynym żyjącym przedstawicielem jest Clemmys guttata (Schneider, 1792) – żółw cętkowany
- Deirochelys Agassiz, 1857 – jedynym przedstawicielem jest Deirochelys reticularia (Latreille, 1801) – żółwik długoszyi[7]
- Emydoidea J.E. Gray, 1870 – jedynym przedstawicielem jest Emydoidea blandingii (Holbrook, 1838) – żółw stawowy[8]
- Emys A.M.C. Duméril, 1806
- Glyptemys Agassiz, 1857
- Graptemys Agassiz, 1857
- Malaclemys J.E. Gray, 1844 – jedynym przedstawicielem jest Malaclemys terrapin (Schoepff, 1793) – żółw diamentowy[2]
- Pseudemys J.E. Gray, 1856
- Terrapene Merrem, 1820
- Trachemys Agassiz, 1857

Dawniej do żółwi błotnych w randze podrodziny (Batagurinae) zaliczano także batagurowate, klasyfikowane obecnie jako osobna rodzina (Geoemydidae).